# Patinação artística nos Jogos Olímpicos de Inverno de 1984 - Dança no gelo
A competição de dança no gelo da patinação artística nos Jogos Olímpicos de Inverno de 1984 foi disputado entre 19 duplas.

## Medalhistas
| Ouro   | GBR Jayne Torvill / Christopher Dean    |
| Prata  | URS Natalia Bestemianova / Andrei Bukin |
| Bronze | URS Marina Klimova / Sergei Ponomarenko |

## Resultados
| #                 | Nome                                  | País                   | CD | OD | FD | TFP  |
| ----------------- | ------------------------------------- | ---------------------- | -- | -- | -- | ---- |
| Medalha de ouro   | Jayne Torvill / Christopher Dean      | GBR Grã-Bretanha       | 1  | 1  | 1  | 2.0  |
| Medalha de prata  | Natalia Bestemianova / Andrei Bukin   | URS União Soviética    | 2  | 2  | 2  | 4.0  |
| Medalha de bronze | Marina Klimova / Sergei Ponomarenko   | URS União Soviética    | 4  | 4  | 3  | 7.0  |
| 4                 | Judy Blumberg / Michael Seibert       | USA Estados Unidos     | 3  | 3  | 4  | 7.0  |
| 5                 | Carol Fox / Richard Dalley            | USA Estados Unidos     | 6  | 5  | 5  | 10.4 |
| 6                 | Karen Barber / Nicky Slater           | GBR Grã-Bretanha       | 5  | 6  | 6  | 11.6 |
| 7                 | Olga Volozhinskaya / Alexander Svinin | URS União Soviética    | 8  | 7  | 7  | 14.4 |
| 8                 | Tracy Wilson / Robert McCall          | CAN Canadá             | 7  | 8  | 8  | 15.6 |
| 9                 | Petra Born / Rainer Schönborn         | FRG Alemanha Ocidental | 9  | 9  | 9  | 18.0 |
| 10                | Elisa Spitz / Scott Gregory           | USA Estados Unidos     | 10 | 10 | 10 | 20.0 |
| 11                | Wendy Sessions / Stephen Williams     | GBR Grã-Bretanha       | 12 | 11 | 11 | 22.4 |
| 12                | Kelly Johnson / John Thomas           | CAN Canadá             | 12 | 11 | 11 | 22.4 |
| 13                | Jindra Hola / Karol Foltan            | TCH Checoslováquia     | 14 | 12 | 13 | 25.8 |
| 14                | Nathalie Herve / Pierre Bechu         | FRA França             | 13 | 14 | 15 | 28.6 |
| 15                | Isabella Micheli / Roberto Pelizzola  | ITA Itália             | 15 | 15 | 14 | 29.0 |
| 16                | Klara Engi / Attila Toth              | HUN Hungria            | 17 | 17 | 16 | 33.0 |
| 17                | Noriko Sato / Tadayuki Takahashi      | JPN Japão              | 16 | 16 | 17 | 33.0 |
| 18                | Cristina Boianova / Yavor Ivanov      | BUL Bulgária           | 18 | 18 | 18 | 36.0 |
| 19                | Hongyan Xi / Xiaolei Zhao             | CHN China              | 19 | 19 | 19 | 38.0 |

Legenda
| Recorde mundial      | Recorde mundial (World record)               |                       | Recorde africano                      | Recorde africano (African) |                                           | Q | Classificado por posição (Qualified) |
| Recorde olímpico     | Recorde olímpico (Olympic record)            | Recorde da América    | Recorde da América (Americas)         | q                          | Classificado por melhor tempo (Qualified) |   |                                      |
| Melhor marca do ano  | Melhor marca do ano (World leading)          | Recorde asiático      | Recorde asiático (Asian)              | DNS                        | Não largou (Did not start)                |   |                                      |
| Recorde nacional     | Recorde nacional (National record)           | Recorde europeu       | Recorde europeu (European)            | DNF                        | Não terminou (Did not finish)             |   |                                      |
| Recorde pessoal      | Recorde pessoal do atleta (Personal best)    | Recorde da Oceania    | Recorde da Oceania (Oceania)          | DSQ / DQ                   | Desclassificado (Disqualified)            |   |                                      |
| Recorde da temporada | Recorde da temporada do atleta (Season best) | Recorde sul-americano | Recorde sul-americano (South America) | NM                         | Sem marca (No mark)                       |   |                                      |